# Omphalucha subpunctata
Omphalucha subpunctata är en fjärilsart som beskrevs av W. Warren 1897. Omphalucha subpunctata ingår i släktet Omphalucha och familjen mätare. Inga underarter finns listade i Catalogue of Life.